# Viglain
Viglain es una población y comuna francesa, situada en la región de Centro, departamento de Loiret, en el distrito de Orléans y cantón de Sully-sur-Loire.

## Demografía
| 551 | 560 | 623 | 698 | 779 | 832 |
| Para los censos de 1962 a 1999 la población legal corresponde a la población sin duplicidades (Fuente: INSEE [Consultar]) |     |     |     |     |     |